# جون إليس (لاعب كريكت)
جون إليس (بالإنجليزية: John Ellis)‏ (9 مايو 1890 بملبورن في أستراليا - 26 يوليو 1974) هو لاعب كريكت أسترالي. لعب مع فريق فكتوريا للكريكت.

## وصلات خارجية
- جون إليس (لاعب كريكت) على موقع إي آس بي آن كريك إنفو (الإنجليزية)